# Mugma
Mugma è una suddivisione dell'India, classificata come census town, di 2.978 abitanti, situata nel distretto di Dhanbad, nello stato federato del Jharkhand. In base al numero di abitanti la città rientra nella classe VI (meno di 5.000 persone).

## Geografia fisica
La città è situata a 23° 46' 0 N e 86° 43' 60 E e ha un'altitudine di 131 m s.l.m..

## Società

### Evoluzione demografica
Al censimento del 2001 la popolazione di Mugma assommava a 2.978 persone, delle quali 1.664 maschi e 1.314 femmine. I bambini di età inferiore o uguale ai sei anni assommavano a 392, dei quali 208 maschi e 184 femmine. Infine, coloro che erano in grado di saper almeno leggere e scrivere erano 1.608, dei quali 1.098 maschi e 510 femmine.